# De Cabrera
De Cabrera es un cultivar de higuera de tipo higo común Ficus carica, unífera de higos de epidermis con color de fondo verde  morado con sobre color amarillo verdoso. Se cultiva en la colección de higueras de Montserrat Pons i Boscana en Llucmajor, Islas Baleares.

## Sinonimia
- „sin sinonimia“,[4][6][7]

## Historia
Actualmente la cultiva en su colección de higueras baleares Montserrat Pons i Boscana, rescatada de un ejemplar o higuera madre localizada en el término de Campos, en la finca "es Lloquet" propiedad de Miquel Lladó i Tomàs, un árbol dentro de un huerto de árboles frutales y hortalizas aunque la higuera es originaria de la Isla de Cabrera.
La variedad 'De Cabrera' fue introducida en "es Lloquet" Campos, por el abuelo del actual propietario, patrón de pesca en la Isla de Cabrera de donde trajo el esqueje.

## Características
La higuera 'De Cabrera' es una variedad unífera de tipo higo común. Árbol de desarrollo mediano, vigorosidad entre media y alta, con copa redondeada y de ramaje esparcido. Sus hojas son de 3 lóbulos mayoritariamente y pocas de 1 lóbulo. Sus hojas con dientes presentes ondulados regulares. 'De Cabrera' tiene desprendimiento muy poco de higos, y un rendimiento productivo mediano y periodo de cosecha medio por cada árbol. La yema apical cónica de color verde amarillento.
Los frutos 'De Cabrera' son higos de un tamaño de longitud x anchura:47 x 61 mm, con forma de calabaza, que presentan unos frutos medianos de unos 31,890 gramos en promedio, de epidermis con consistencia fuerte, grosor de la piel grueso, con color de fondo verde  morado con sobre color amarillo verdoso. Ostiolo de 1 a 3 mm con escamas pequeñas rosadas. Pedúnculo de 2 a 5 mm cilíndrico verde claro. Grietas ausentes o longitudinales finas. Costillas muy marcadas. Con un ºBrix (grado de azúcar) de 26 de sabor  dulce, con color de la pulpa rojo. Con cavidad interna mediana. Son de un inicio de maduración sobre el 3 de septiembre al 19 de octubre. De rendimiento por árbol mediano.
Se usa como higos frescos en alimentación humana, seco para ganado porcino y ovino. Son de buena resistencia a las lluvias y rocíos, y poco resistente al transporte. Poca apertura del ostiolo, y mediana resistencia al desprendimiento.

## Cultivo
'De Cabrera', se utiliza higos frescos en humanos, secos para el ganado. Se está tratando de recuperar de ejemplares cultivados en la colección de higueras baleares de Montserrat Pons i Boscana en Llucmajor.